# Panmunjeom

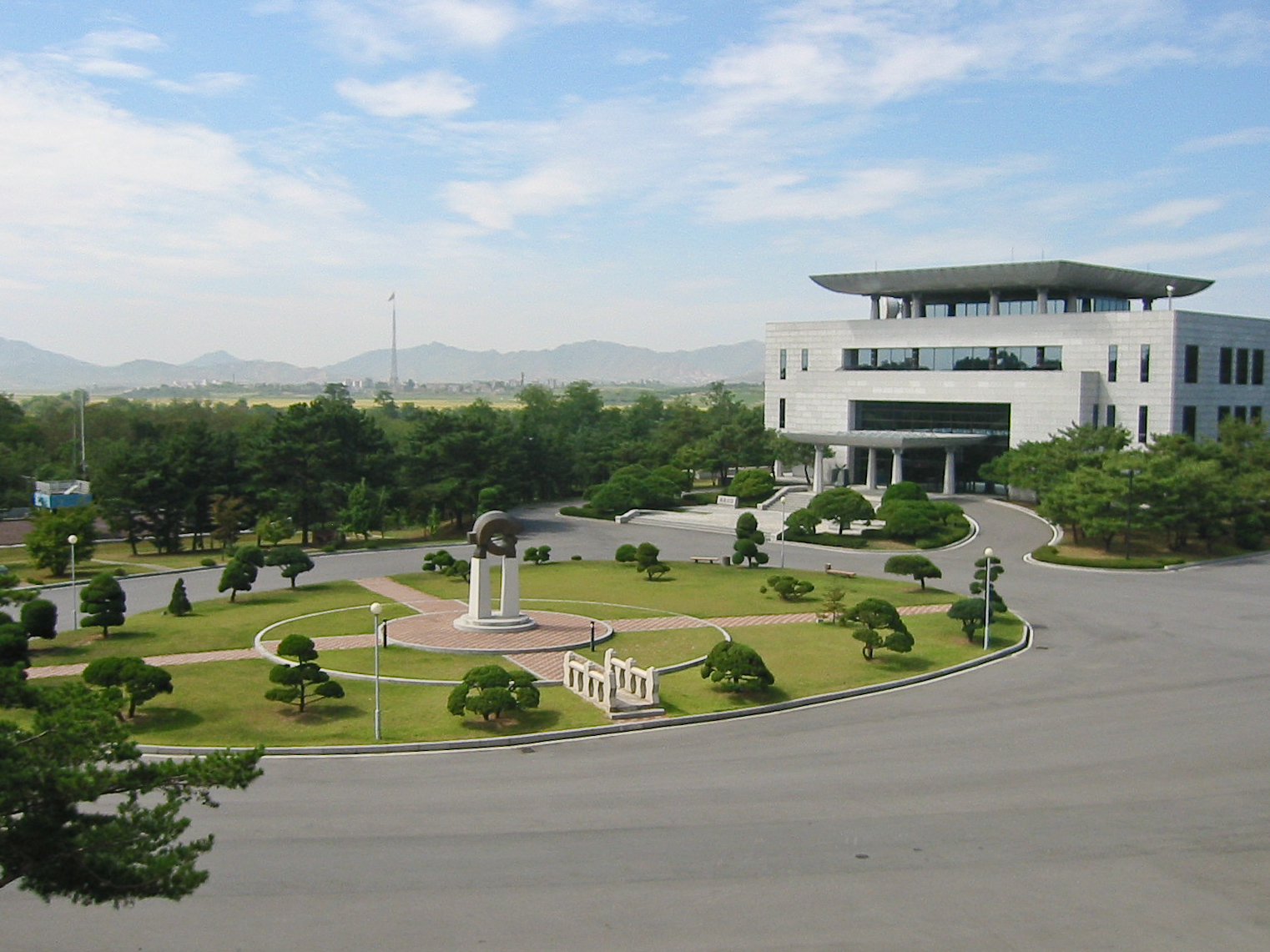
Panmunjŏm, vendo-se ao fundo a primeira cidade da Coreia do Norte.

Panmunjeom (hangul: 판문점; hanja: 板門店; rr: Panmunjeom) é uma localidade na província de Gyeonggi, Coreia do Sul. Atualmente abandonada, encontra-se na fronteira com a Coreia do Norte. Nesta localidade foi assinado o armistício de 1953 que interrompeu a Guerra da Coreia.